# Cristian Egídio
Cristian Egídio (né le 4 septembre 1987 à Arapongas) est un coureur cycliste brésilien. Il participe à des compétitions sur route et sur piste. 

## Palmarès et résultats

### Palmarès sur route
- 2009
  -  Champion du Brésil sur route espoirs
  - 3e du championnat du Brésil du contre-la-montre espoirs
- 2010
  - 1re étape du Torneio de Verão
  - 4e étape du Tour de Santa Catarina
  - 2e du Circuito Boa Vista
- 2011
  - Circuito Boa Vista
- 2012
  - Prova de Aniversário da FPC
  - Prova Ciclistica 1° de Maio
  - 5e étape du Tour du Brésil-Tour de l'État de Sao Paulo
  - Grande Prémio Genival dos Santos
  - 2e du Circuito Boa Vista
- 2013
  - Classement général du Tour d'Uruguay
- 2014
  - 3e étape du Torneio de Verão
  - Copa Cidade Canção
  - 5e étape de la Copa Río de Janeiro
  - 6e étape du Tour de la Région du Maule
- 2015
  - 3e de la Copa América de Ciclismo
  - 9e du championnat panaméricain sur route
- 2016
  - 2e du Circuito Boa Vista
- 2017
  - 2e du championnat du Brésil du contre-la-montre
- 2016
  - 2e étape de la Volta de Brusque
  - Tour du Paraguay :
    - Classement général
    - 1re étape (contre-la-montre)

  - 3e de la Volta de Brusque
- 2017
  - Grande Prémio Cidade de Curitiba
  - Prova Ciclística 21 de Abril
- 2018
  - 3e étape du Tour d'Uruguay
  - 6e étape de la Volta Cidade de Guarulhos
  - 2e du championnat du Brésil du contre-la-montre
- 2019
  - Ranking CBC
  - Grande Prémio Cidade de Curitiba
  - Volta de Goiás :
    - Classement général
    - 1re (contre-la-montre par équipes), 4e et 6e étapes

  - 2e du Torneio de Verão
  - 2e du Tour d'Uruguay
  - 2e du championnat du Brésil du contre-la-montre
- 2021
  - Ranking CBC
  - Grande Prémio Guaratingueta
  - Grande Prémio Taubaté
  - 2e du championnat du Brésil du contre-la-montre
  - 3e du championnat du Brésil sur route
- 2022
  - 1re étape du Tour de Mendoza
  - 5e étape de la Volta de Goiás
  - 2e du championnat du Brésil du contre-la-montre
  - 2e du championnat du Brésil sur route
  - 3e de la Volta de Goiás
- 2023
  - 9e du championnat panaméricain sur route

### Classements mondiaux
| Année            | 2010 | 2011 | 2012 | 2013 | 2014 | 2015 | 2016 | 2017 | 2018 | 2019 |
| ---------------- | ---- | ---- | ---- | ---- | ---- | ---- | ---- | ---- | ---- | ---- |
| UCI America Tour | 164e | 235e |      | 177e | 132e | 127e | 387e | 180e | 112e | 96e  |

### Palmarès sur piste

#### Championnats nationaux
- 2011
  -  Champion du Brésil de scratch
  -  Champion du Brésil de course aux points
- 2013
  -  Champion du Brésil du scratch
  -  Champion du Brésil de l'américaine
  -  Champion du Brésil de poursuite par équipes
- 2015
  -  Champion du Brésil de course aux points
- 2019
  -  Champion du Brésil de l'omnium
- 2021
  - 2e du championnat du Brésil de l'omnium
- 2022
  - 2e du championnat du Brésil de poursuite par équipes
- 2025
  - 3e du championnat du Brésil de poursuite par équipes